# Andrejs Pavlovs
Andrejs Pavlovs (Riga, 22 febbraio 1979) è un ex calciatore lettone, di ruolo portiere.

## Carriera

### Club
Ha esordito nella massima serie lettone con il Policijas. L'anno seguente passò allo Skonto dove, pur non giocando titolare, vinse quattro campionati e una coppa nazionale. Passato al Rīga, trovò maggiore continuità, giocando 50 gare di campionato in tre stagioni.
Nel 2008 vinse il suo quinto campionato, militando nel  Ventspils. in seguito è stato in Bielorussia con il Šachcër Salihorsk e a Cipro con Akritas Chlōrakas, AEP Paphos e Olympiakos Nicosia. Dopo una parentesi con i bulgari del Lokomotiv Plovdiv, è tornato in patria allo Spartaks Jūrmala.
Dal 2014 ha fatto ritorno, dopo 10 anni, allo Skonto. Due anni più tardi passa nuovamente al Ventspils, dove trascorre altre due stagioni. Nel 2018 chiuse la carriera di nuovo allo Spartaks. La sua ultima gara in campionato fu quella giocata il 26 maggio contro il Valmiera, quando giocò titolare la prima frazione di gioco.

### Nazionale
Ha disputato in nazionale solo due incontri: dopo aver esordito entrando al posto di Koliņko all'82' dell'amichevole contro il Lussemburgo nel 2002, ha disputato il suo ultimo incontro contro la Bielorussia, due anni dopo, giocando tutto l'incontro da titolare. Nonostante ciò fu convocato come terzo portiere nella storica spedizione al Campionato europeo di calcio 2004.

## Statistiche

### Cronologia presenze e reti in Nazionale
| Cronologia completa delle presenze e delle reti in nazionale ― Lettonia | Cronologia completa delle presenze e delle reti in nazionale ― Lettonia | Cronologia completa delle presenze e delle reti in nazionale ― Lettonia | Cronologia completa delle presenze e delle reti in nazionale ― Lettonia | Cronologia completa delle presenze e delle reti in nazionale ― Lettonia | Cronologia completa delle presenze e delle reti in nazionale ― Lettonia | Cronologia completa delle presenze e delle reti in nazionale ― Lettonia | Cronologia completa delle presenze e delle reti in nazionale ― Lettonia |
| Data                                                                    | Città                                                                   | In casa                                                                 | Risultato                                                               | Ospiti                                                                  | Competizione                                                            | Reti                                                                    | Note                                                                    |
| ----------------------------------------------------------------------- | ----------------------------------------------------------------------- | ----------------------------------------------------------------------- | ----------------------------------------------------------------------- | ----------------------------------------------------------------------- | ----------------------------------------------------------------------- | ----------------------------------------------------------------------- | ----------------------------------------------------------------------- |
| 27-3-2002                                                               | Hesperange                                                              | Lussemburgo                                                             | 0 – 3                                                                   | Lettonia                                                                | Amichevole                                                              | -                                                                       | 82’                                                                     |
| 21-2-2004                                                               | Larnaca                                                                 | Lettonia                                                                | 1 – 4                                                                   | Bielorussia                                                             | Amichevole                                                              | -4                                                                      |                                                                         |
| Totale                                                                  |                                                                         | Presenze                                                                | 2                                                                       |                                                                         | Reti                                                                    | -4                                                                      |                                                                         |

## Palmarès
- Campionato lettone: 5

Skonto Riga: 2001, 2002, 2003, 2004
Ventspils: 2008
- Coppa di Lettonia: 2

Skonto Riga: 2001, 2002